# Zdeněk Sekanina
Zdeněk Sekanina, né le 12 juin 1936 à Mladá Boleslav (Tchécoslovaquie), est un astronome et scientifique tchéco-américain.
En 1959, Sekanina a étudié l'astronomie à l'Université Charles de Prague, où il a obtenu son diplôme en 1963. Après l'invasion soviétique de la Tchécoslovaquie en 1968, il émigre aux États-Unis. Depuis 1980, il travaille au Jet Propulsion Laboratory.
Ses principaux domaines d'études professionnelles sont les météores et les poussières interplanétaires ainsi que l'étude des comètes. Au cours de ses recherches, il a étudié la comète de Halley, l'événement de la Toungouska ainsi que l'éclatement et l'impact de la comète Shoemaker-Levy 9 sur Jupiter.
Il a participé à l'évaluation des données des missions Giotto, Stardust et Solar and Heliospheric Observatory.
L'astéroïde (1913) Sekanina porte son nom.